# Jeux sud-américains de 1978
Navigation
Rosario 1982
Les premiers Jeux sud-américains (de leur nom officiel I Juegos deportivos Cruz del Sur) furent organisés du 3 au 12 novembre 1978 à La Paz, en Bolivie. Toutefois des compétitions se déroulèrent dans les villes de Cochabamba et de Santa Cruz.

## Historique des Jeux sud-américains
Au milieu des années 1970, l'idée de créer une compétition, réunissant les pays de l'Amérique du Sud, fait son chemin. Cette compétition serait l'échelon inférieur d'une olympiade. Celle-ci commencerait par les Jeux sud-américains. L'année suivante seraient organisés les Jeux panaméricains puis l'olympiade se terminerait (en apothéose) par les Jeux olympiques. À l'instigation du président du Comité national olympique argentin de l'époque, M. Pablo Cagnasso, les négociations sont engagées avec les différents Comités olympiques de la région. Celles-ci aboutissent à la création de l'Organisation Sportive Sud-américaine (espagnol : Organización Deportiva Suramericana ou ODESUR), le 27 mars 1975.
Sans l'appui de la junte militaire qui se met en place dans son pays, les efforts du Comité argentin doivent être relayés par le président du Comité bolivien, M. José Gamarra Zorrilla, pour pouvoir aboutir. Le premier congrès de l'ODESUR est organisé à La Paz, sous les auspices de l'Organisation Sportive Panaméricaine (espagnol : Organización Deportiva Panamericana ou ODEPA), le 26 mars 1976, en la présence des Comités olympiques argentin, bolivien, chilien, paraguayen et péruvien. En octobre de l'année suivante, durant les VIIIe Jeux bolivariens, a lieu un deuxième congrès, où sont adoptés les statuts et les règlements de l'ODESUR. Il y est décidé, également, que la Bolivie sera l'hôte le plus rapidement possible des premiers Jeux de la Croix du Sud (espagnol : Juegos Cruz del Sur), .
Mais c'est, seulement, lors d'un troisième congrès, qui a lieu le 10 et 11 juin 1978, à Santiago du Chili, que les premiers Jeux de la nouvelle Organisation sont actés. Les règlements du comité d'organisation et le calendrier de l'évènement sont définis. Les Jeux se dérouleront au mois de novembre de la même année, avec la participation de huit pays, .

## Présentation desI Juegos deportivos Cruz del Sur
Un an auparavant, la Bolivie a reçu les VIIIe Jeux bolivariens. Bénéficiant de leur infrastructure, les premiers Jeux sud-américains ont profité d'installations sportives rénovées. Pour symboliser les trois grandes régions de leur pays, les responsables boliviens ont ajouté deux autres sites pour les épreuves. La Paz (la région montagneuse) reste l'épicentre de la manifestation et accueille la majeure partie des compétitions : l'athlétisme, le basket féminin, la boxe, le cyclisme, le football, la gymnastique, la lutte, la natation et le tir sportif. Tandis que Cochabamba (la vallée) reçoit le basket masculin, le judo, le tennis et le volley hommes. Alors que Santa Cruz (la plaine) est le théâtre de l'équitation, de l'escrime, de l'haltérophilie et du volley féminin. Malgré l'instabilité politique régnant dans le pays, les Jeux se sont déroulés sans problème, grâce à M. José Gamarra Zorrilla (lui-même bolivien), premier président de l'ODESUR. Le coût de l'organisation, évalué à 1 250 000 dollars, a été en grande partie supporté par une taxe sur la bière.
La cérémonie d'ouverture a lieu le vendredi 3 novembre 1978, dans le stade olympique Hernando Siles de La Paz, qui dispose d'une des premières pistes synthétiques d'athlétisme. Allumée le 19 octobre dans les ruines de Tiahuanaco, la flamme sud-américaine arrive dans le stade, portée par l'athlète Roberto Prado.
Les Argentins déplacent une délégation forte de 157 compétiteurs. À la différence des Brésiliens, autre grande nation sportive de l'Amérique du Sud, qui font le voyage avec seulement les douze basketteuses de la sélection nationale (qui d'ailleurs remportera le titre). Seuls les athlètes boliviens sont plus nombreux (206). 582 sportifs prennent part aux Jeux qui se déroulent jusqu'au dimanche 12 novembre 1978. 70 contrôles anti-dopages sont effectués dans les laboratoires locaux et se révèlent tous négatifs.

## Faits marquants de la compétition
Un seul record du monde est battu lors des Jeux.
Les compétitions de cyclisme sur piste se déroulent sur le vélodrome d'Alto Irpavi, à 3 417 mètres d'altitude. Inauguré un an plus tôt, pour les VIIIe Jeux bolivariens, la piste de 333,33 mètres est rapide. Elle permet à l'Argentin José Ruchansky de battre, le 7 novembre, le record du monde du kilomètre contre-la-montre. Sept compétiteurs sont en présence. Le deuxième à s'élancer est l'Argentin Eduardo Trillini. En réalisant 1 min 04 s 840, il est un temps considéré, par erreur, comme le nouveau recordman du monde. Pourtant cette marque tombera effectivement avec le dernier concurrent. Ruchansky, effectue le kilomètre en 1 min 04 s 225 et efface des tablettes le Danois Niels Fredborg et son temps de 1 min 04 s 49, réalisé en 1973, sur le vélodrome de Mexico. Ruchansky s'octroiera une seconde médaille d'or en vitesse individuelle.
Dans les compétitions d'athlétisme (en), plusieurs sportifs sortent du lot. Le sprinteur chilien Alberto Schneider est titré quatre fois. Il s'impose dans les 100 et 200 m et remporte avec sa sélection nationale les relais 4 × 100 et 4 × 400 m.
Du côté argentin, Beatriz Allocco (es) se distingue en remportant trois titres. Elle gagne le 100 m et est partie intégrante du relais, lauréat du 4 × 100 m féminin. De plus, en ôtant 76 centièmes à son record personnel, elle fixe à 22 s 94, le nouveau record sud-américain du 200 m. L'autre record sud-américain que s'approprie les athlètes argentins est celui du saut en hauteur masculin. Daniel Mamet, en battant son record personnel de douze centimètres, place la nouvelle marque à 2,18 m. Leur compatriote Ivonne Neddermann, elle, décroche cinq médailles. Deux en or dans les épreuves du saut en longueur et du relais 4 × 100 m, deux en argent dans le 100 m haies et le pentahlon et s'adjuge le bronze au lancer du poids.
Les organisateurs désignent l'athlète équatorienne Nancy Vallecilla (en) comme la reine des Jeux. Elle glane quatre médailles. Elle s'adjuge le 100 m haies et le pentathlon, termine deuxième du 400 m et décroche le bronze au saut en longueur.
Le Bolivien le plus titré des Jeux est l'athlète Johnny Pérez, vainqueur du 1 500 m, du 5 000 m et du 3 000 m steeple. En équitation, son compatriote Roberto Holweg remporte l'épreuve de saut d'obstacles, mais non-inscrit officiellement, il ne décroche pas le titre.
Le complexe de la piscine olympique de l'Alto Obrajes n'est pas tout à fait terminé, lorsque débute les compétitions. L'Argentine Marcela Galmarini repart de La Paz avec cinq médailles d'or (trois en individuel et deux dans les relais).
Au tir sportif, la délégation albiceleste domine les débats et remporte six titres sur les huit décernés. Dans la discipline du pistolet tir rapide à 25 m, avec 591 points, Osvaldo Scandola bat le vieux record panaméricain de son compatriote Carlos Enrique Díaz Sáenz Valiente, datant des Jeux panaméricains de 1955.
La gymnastique a vu la petite Argentine Silvia Moreno, neuf ans, remporter le titre par équipes et la médaille de bronze au sol.
Au tennis, les Jeux permettent de découvrir un jeune Équatorien de dix-huit ans, Andrés Gómez, futur vainqueur de Roland-Garros. il repart des terrains en terre battue du Tennis Club de Cochabamba avec trois titres (simple, double et par équipes).
L'Argentine, emmenée par sa porte-drapeau Beatriz Allocco, domine ces premiers Jeux, en totalisant 189 médailles, dont 91 titres, en moins de dix jours. Elle bénéficie du faible niveau de l'opposition, en étant la seule délégation, avec le pays hôte, à être représenté dans la plupart des sports. De plus, nombre de médailles ont été obtenues grâce à leur unique représentant inscrit dans la compétition (comme en lutte libre). La médiocrité des performances constatée peut être aussi mis sur le compte de l'altitude des sites de Cochabamba (2 570 m) et de La Paz (3 650 m).

## Sports
Quinze disciplines ont été pratiquées lors de ces premiers Jeux.
| - Athlétisme (en) - Basketball - Boxe - Cyclisme - Équitation | - Escrime - Football - Gymnastique - Judo - Tir | - Natation - Tennis - Volley-Ball - Haltérophilie - Lutte |

## Les huit délégations présentes
| Amériques                                                                      | Amériques                                    | Amériques                   |
| ------------------------------------------------------------------------------ | -------------------------------------------- | --------------------------- |
| - Argentine (157 sportifs) - Bolivie (206 sportifs) - Brésil (12 basketteuses) | - Chili (??) - Équateur (??) - Paraguay (??) | - Pérou (??) - Uruguay (??) |

## Tableau des médailles
| Tableau des médailles | Tableau des médailles | Tableau des médailles | Tableau des médailles | Tableau des médailles | Tableau des médailles |
| --------------------- | --------------------- | --------------------- | --------------------- | --------------------- | --------------------- |
| Rang                  | Pays                  | Or                    | Argent                | Bronze                | Total                 |
| 1                     | Argentine             | 91                    | 53                    | 45                    | 189                   |
| 2                     | Chili                 | 31                    | 25                    | 20                    | 76                    |
| 3                     | Bolivie               | 20                    | 42                    | 44                    | 106                   |
| 4                     | Équateur              | 13                    | 8                     | 6                     | 27                    |
| 5                     | Pérou                 | 9                     | 16                    | 10                    | 35                    |
| 6                     | Uruguay               | 4                     | 16                    | 12                    | 32                    |
| 7                     | Paraguay              | 2                     | 3                     | 4                     | 9                     |
| 8                     | Brésil                | 1                     | 0                     | 0                     | 1                     |
| Total                 | Total                 | 171                   | 163                   | 141                   | 475                   |